# Cheryl Hines
Cheryl Ruth Hines (Miami Beach, Florida, 1965. szeptember 21. –) amerikai színésznő és rendező.
Legismertebb szerepe Cheryl, Larry David felesége a Félig üres című sorozatból. Ő játszotta továbbá Dallas Royce szerepét a Kertvárosba száműzve című vígjátéksorozatban is.

## Fiatalkora
James és Rosemary Hines gyermekeként született. Családjának egyes tagjai a floridai Frostproof-ból származnak. Hines Tallahassee-ben nőtt fel, és a Young Actors Theatre (Fiatal Színészek Színháza) tagja volt. Tanult a Lively Technical Centerben és a Tallahassee Community College-ben is. Katolikus hitben nevelkedett. A West Virginia University és a Florida State University tanulója volt, majd a University of Central Florida tanulójaként diplomázott.

## Pályafutása
Karrierjét a The Groundlings nevű társulat tagjaként kezdte.

## Magánélete
2002. december 30-án házasodott össze Paul Younggal, a Principato-Young cég alapítójával. 2004. március 8-án született meg lányuk, Catherine Rose Young. 2010. július 20-án elváltak.
2011. december 4-én kezdett járni Robert F. Kennedy Jr.-ral. 2014 áprilisában jelentették be eljegyzésüket, majd 2014. augusztus 2-án házasodtak össze.
Lelkes pókerező.